# The Green Death
The Green Death (La mort verte)  est le soixante-neuvième épisode de la première série de la série télévisée britannique de science-fiction Doctor Who. Dernier épisode de la saison 10, il fut originellement diffusé en six parties, du 19 mai au 23 juin 1973 et marque la dernière apparition de Katy Manning dans le rôle de Jo Grant.

## Accroche
Le Docteur et les agents de U.N.I.T sont appelés à enquêter à Llanfairfach au pays de Galles où de mystérieux cadavres verts sont découverts.

## Distribution
- Jon Pertwee — Le Docteur
- Katy Manning — Jo Grant
- Nicholas Courtney — Brigadier Lethbridge-Stewart
- Richard Franklin — Capitaine Mike Yates
- John Levene — Sergent Benton
- Stewart Bevan — Professor Clifford Jones
- Jerome Willis — Stevens
- Mitzi McKenzie — Nancy
- Ben Howard — Hinks
- John Rolfe — Fell
- Tony Adams — Elgin
- Roy Skelton — James
- John Dearth — Voix de BOSS
- Richard Beale — Le Ministre de l'Écologie
- Talfryn Thomas — Dave
- Roy Evans — Bert
- Mostyn Evans — Dai Evans
- John Scott Martin — Hughes
- Ray Handy — Le Laitier
- Terry Walsh, Brian Justice — Les Gardes
- Jean Burgess — Le nettoyeur

## Résumé
Alors que le Docteur tente d'ajuster son TARDIS afin d'aller sur Metabilis III, Jo lit dans le journal une information sur un incident dans une exploitation minière à Llanfairfach dans le pays de Galles. Un mineur nommé Hugues y a trouvé la mort et son corps est devenu vert. Elle y voit une occasion de rencontrer son idole, un jeune professeur écologiste, Clifford Jones, qui milite contre un nouveau procédé de la Global Chemicals oil plant. Censé produire 25 % de pétrole à partir de la mine, ce procédé s'avère selon Jones très polluant. Les agents d'UNIT ayant été dépêché afin d'enquêter sur l'affaire, le Brigadier emmène Jo chez le professeur, pendant qu'il mène son enquête de son côté. Alors que le Docteur vit une expérience particulièrement éprouvante sur Metabilis III, Jo collabore avec le professeur Jones et se retrouve coincé au fond de la mine avec un mineur gallois du nom de Bert.
De retour sur Terre, le Docteur tente de faire sortir Jo de la mine, mais les dirigeants de la Global Chemical, Hinks et Steven, semblent y mettre de la mauvaise volonté. En secret, Hinks semble obéir à un mystérieux ordinateur nommé BOSS ("patron") programmé par Stevens et qui l'a hypnotisé. Le Docteur tente de s'introduire dans leurs locaux, mais est retrouvé et renvoyé dehors. Jo et Bert retrouvent le corps de Dai Evans, un autre mineur devenu vert, puis Bert touche une substance verte qui le rend malade. Les secours arrivent et tandis que l'équipe du professeur fait remonter Bert, le Docteur retrouve Jo face à d'étranges vers géant. Ils réussissent à leur échapper après avoir emporté un de leurs œufs.
Ils réussissent à atteindre la surface grâce à un employé de la Global Chemical, Elgin qui réussit à convaincre un employé hypnotisé, Fell, d'ouvrir une trappe de sortie au Docteur à et Jo, ce qui poussera Fell au suicide. Après un repas dans l'appartement du professeur Jones, Jo et celui-ci commencent à éprouver une attirance l'un envers l'autre. Un ver sort de l'œuf rapporté par le Docteur et attaque Hinks. Cette morsure rendra son corps deviendra rapidement vert. En dépit des indications du Docteur, le Brigadier fait exploser la mine, ce qui aura pour effet la libération de nombreux vers rendu invulnérables à cause des substances de la Global Chemical.
Le Docteur parvient à s'introduire dans les locaux de la Global Chemical grâce à l'intervention du Capitaine Mike Yates envoyé en couverture dans l'entreprise. Il fait la rencontre de BOSS, l'acronyme de Bimorphic Organisational Systems Supervisor (Superviseur système d'Organisation Bimorphique) qui tente de l'hypnotiser, sans effet. Pendant ce temps là, le Brigadier assisté du Sergent Benton tentent de bombarder la zone, sans effet et le Professeur Jones est attaqué par un ver en tentant de sauver Jo. Peu de temps après s'être enfuit des locaux de la Global Chemical, le Docteur tente de le soigner. Il est menacé par le Capitaine Yates, hypnotisé par BOSS, mais il parvient à en renverser les effets grâce à un cristal ramené de Metabilis III et à l'envoyer comme taupe dans l'entreprise, où il sera découvert.
Le Docteur et Jo se rendent compte que les champignons cultivé par le professeur Jones tuent les vers et permettent de guérir de la "mort verte". Le Docteur et Benton réussissent tuer les vers avant leur transformation en mouches. Mike Yates réussit toutefois à s'enfuir et alerter le Brigadier que BOSS se prépare à attaquer l'humanité. Le Docteur se confronte à Stevens que BOSS maintient prisonnier via son esprit et l'hypnotise grâce au cristal de Metabilis. Déconditionné, l'homme entraîne la destruction de la machine. Jo décide de quitter UNIT et part épouser Clifford Jones avant de le suivre dans une expédition à l'étranger. Le Docteur décide de lui donner le cristal puis repart au volant de Bessie sur un coucher de soleil.

### Continuité
- Le Docteur tente déjà d'aller sur Metabilis III dans « Carnival of Monsters ».
- Le cristal que Jo reçoit pour son mariage sera au centre de l'histoire de l'épisode « Planet of the Spiders ».
- Jo reviendra dans « Death of the Doctor » un épisode de la série dérivée de Docteur Who The Sarah Jane Adventures. On y apprend qu'elle est toujours mariée au professeur Clifford Jones et qu'ils ont des petits-enfants.
- Le professeur Clifford Jones est une copie du Docteur en plus jeune, et la scène où Jo tente de l'aider dans ses expériences maladroitement renvoi à son apparition dans « Terror of the Autons »[1].
- Le scénariste Mark Gatiss fera un faux documentaire intitulé Global Conspiracy autour des événements de cet épisode avec les acteurs de l'époque.
- Le Docteur fait référence a de l'aïkido vénusien et non plus à du karaté vénusien